# Дъмплинг
Дъмплингите (от английски: dumpling) са клас ястия, приготвени от неголеми (няколко, по-често една хапка) парчета тесто със или без пълнеж. Начинът на готвене може да бъде: варене, пържене, печене или задушаване. Някои автори обаче изключват печене и пържене, за да не попаднат някои сладкиши, които не се смятат за дъмпинги от повечето хора. Дъмплингите са характерни за почти всички кухни.
Думата „дъмплинг“ идва от англоезичната кулинарна литература и вероятно произхожда от източноанглийския диалект, където dump означава остатъци, боклук. Дъмплингите са наречени така, защото са се правели от остатъците на тестото след приготвянето на хляба и като пълнеж се е ползвало всичко което е било под ръка.
Пълнежа на дъмпингите може да бъде: месо, риба, сирене, зеленчуци, гъби, плодове, бонбони и др.
Към класическите дъмплингите например спадат:
- Италия – равиоли;
- Русия – пелмени;
- Украйна – вареники, галушки;
- Полша – пиероги (пероги);
- Европа – кнедли, кльоцки;
- Крим – чебуреки (кримскотатарска кухня);
- Грузия – хинкали;
- Армения – бораки;
- Средна Азия, Турция ‒ манти;
- Непал, Бутан, Тибет, Индия – момо;
- Монголия – буузи;
- Китай ‒ дзияодзъ, манту;
- Корея, Япония – гьоза;
- Америка – емпанада.